# J300 College Park
Das J1 College Park (offiziell Wayne K. Curry Prince George’s County International Hard Court Junior Tennis Championships) ist ein World-Junior-Tennisturnier, das seit 2012 jährlich Ende August in der Stadt College Park im US-Bundesstaat Maryland von der International Tennis Federation ausgetragen wird. Es gehört der zweithöchsten Turnierkategorie G1 an und ist ein wichtiger Vorbereitungswettkampf für die Nachwuchskonkurrenzen der US Open.

## Geschichte
2012 vom US-amerikanischen Tennisverband als USTA International Hard Court Championshipserstmals in der Kategorie G2 abgehalten, wurde der Wettbewerb im darauffolgenden Jahr heraufgestuft. 2014 erhielt das Turnier seinen heutigen Namen.

## Siegerliste

### Einzel
| Jahr                                                                                            | Herren                           | Damen                            |                                  |
| ----------------------------------------------------------------------------------------------- | -------------------------------- | -------------------------------- | -------------------------------- |
| ↓ USTA International Hard Court Championships – Kategorie: G2 ↓                                 |                                  |                                  |                                  |
| 2012                                                                                            | Wayne Montgomery                 | Jamie Loeb                       |                                  |
| ↓ International Hard Court Championship – Kategorie: G1 ↓                                       |                                  |                                  |                                  |
| 2013                                                                                            | Yoshihito Nishioka               | Darja Kassatkina                 |                                  |
| ↓ Prince George’s County International Hard Court Junior Tennis Championships – Kategorie: G1 ↓ |                                  |                                  |                                  |
| 2014                                                                                            | Reilly Opelka                    | Anna Kalinskaja                  |                                  |
| 2015                                                                                            | Félix Auger-Aliassime            | Anna Kalinskaja                  |                                  |
| 2016                                                                                            | Miomir Kecmanović                | Claire Liu                       |                                  |
| 2017                                                                                            | Nicolás Mejía                    | Jaimee Fourlis                   |                                  |
| 2018                                                                                            | Gilbert Soares Klier Júnior      | Katie Volynets                   |                                  |
| 2019                                                                                            | Kārlis Ozoliņš                   | Kamilla Bartone                  |                                  |
| 2020                                                                                            | Wegen COVID-19-Pandemie abgesagt | Wegen COVID-19-Pandemie abgesagt | Wegen COVID-19-Pandemie abgesagt |

### Doppel
| Jahr                                                                                            | Herren                            | Damen                                |                                  |
| ----------------------------------------------------------------------------------------------- | --------------------------------- | ------------------------------------ | -------------------------------- |
| ↓ USTA International Hard Court Championships – Kategorie: G2 ↓                                 |                                   |                                      |                                  |
| 2012                                                                                            | Wayne Montgomery Matthew Rossouw  | Mia King Jamie Loeb                  |                                  |
| ↓ International Hard Court Championship – Kategorie: G1 ↓                                       |                                   |                                      |                                  |
| 2013                                                                                            | Naoki Nakagawa Yoshihito Nishioka | Iryna Schymanowitsch Alina Silitsch  |                                  |
| ↓ Prince George’s County International Hard Court Junior Tennis Championships – Kategorie: G1 ↓ |                                   |                                      |                                  |
| 2014                                                                                            | Tommy Paul Nathan Ponwith         | Anna Kalinskaja Jewgenija Lewaschowa |                                  |
| 2015                                                                                            | Andrés Andrade Benjamin Hannestad | Anna Kalinskaja Tereza Mihalíková    |                                  |
| 2016                                                                                            | Danny Thomas William Woodall      | Claire Liu Sofia Sewing              |                                  |
| 2017                                                                                            | Sebastian Korda Nicolás Mejía     | Emily Appleton Jaimee Fourlis        |                                  |
| 2018                                                                                            | Adam Neff Elliot Spizzirri        | Martina Biagianti Federica Rossi     |                                  |
| 2019                                                                                            | Arthur Fery Péter Makk            | Kamilla Bartone Robin Montgomery     |                                  |
| 2020                                                                                            | Wegen COVID-19-Pandemie abgesagt  | Wegen COVID-19-Pandemie abgesagt     | Wegen COVID-19-Pandemie abgesagt |